# Evoplosoma virgo
Evoplosoma virgo är en sjöstjärneart som beskrevs av Paul O. Downey 1982. Evoplosoma virgo ingår i släktet Evoplosoma och familjen ledsjöstjärnor. Inga underarter finns listade i Catalogue of Life.